# Metolcarb
Metolcarb ist eine chemische Verbindung aus der Gruppe der Carbamate. Metolcarb wird als Insektizid verwendet und wirkt durch Hemmung der Acetylcholinesterase.

## Gewinnung und Darstellung
Metolcarb kann durch eine mehrstufige Reaktion gewonnen werden. Zuerst reagieren 3-Methylphenol und Phosgen. Das Produkt reagiert weiter mit Methylamin zu Metolcarb.

## Zulassung
Der Wirkstoff Metolcarb war in der EU nie als Pflanzenschutzmittel zugelassen. Auch in der Schweiz sind keine Pflanzenschutzmittel mit diesem Wirkstoff zugelassen.